# Улица 20-летия Октября (Воронеж)
Улица 20-ле́тия Октября́ — улица в Воронеже. Начинается у Вогрэсовского моста и заканчивается у Кольцовской улицы. Является одной из основных улиц, соединяющей левый и правый берега через реку Воронеж.

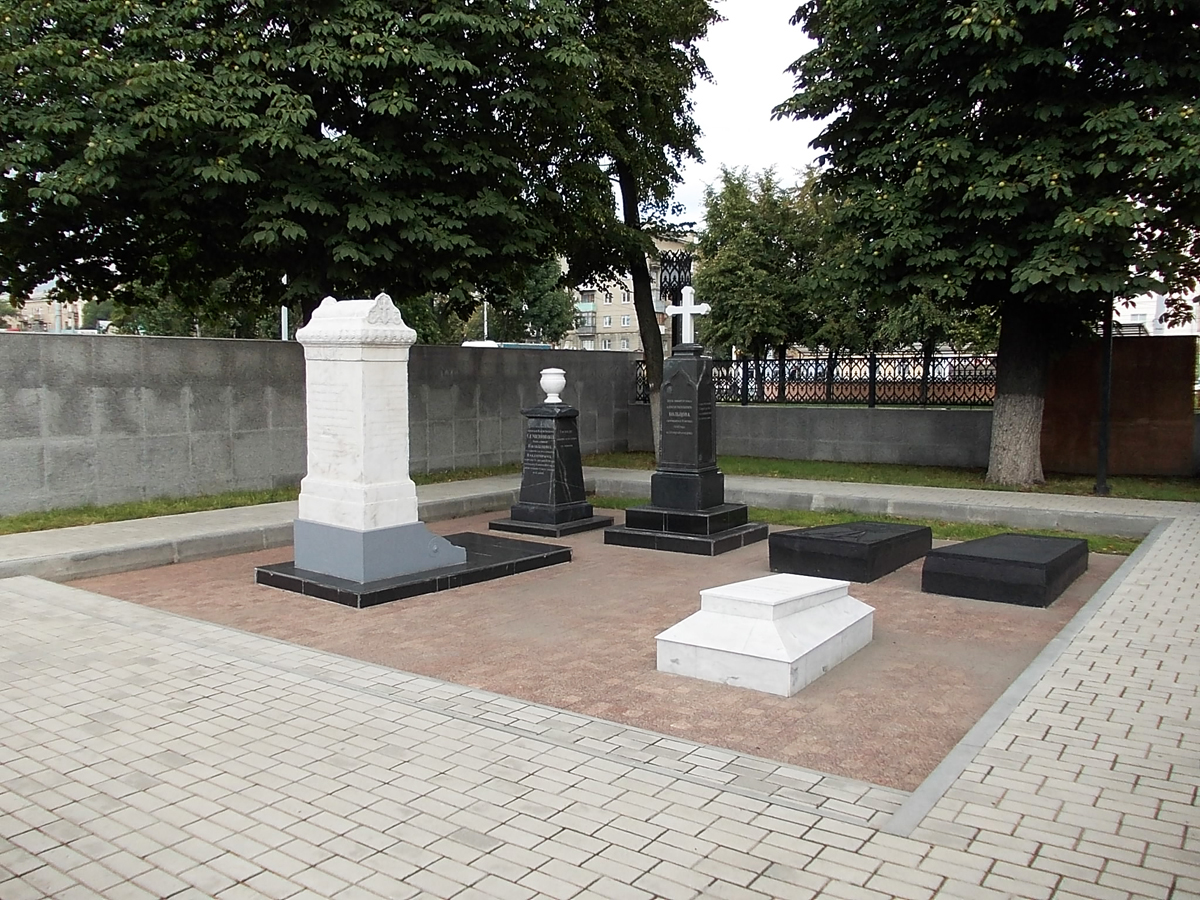
Литературный некрополь

На углу улиц 20-летия Октября и Моисеева располагается так называемый «Литературный некрополь» — это территория небольшой площади, где находятся могилы поэта Алексея Кольцова и его родственников, поэта Ивана Никитина и писательницы Елизаветы Милицыной.
На улице расположена братская могила погибших в Великой Отечественной войне и мемориальный комплекс «Чижовский плацдарм», расположенный на ней.

## История
Улица возникла в XVIII веке. Долгое время называлась Большая Чижовская. Это была самая окраина города. Недалеко от улицы было кладбище.
- 1906—1907 годы — проложен водопровод[2].
- 1911 год — установлен бюст императору Александру II, снесен после Октябрьской революции[2].
- 1929 год — слобода Чижовка присоединена к городу[2]. Улица полностью вошла в черту города.

В начале 1930-х на левом берегу строится Воронежская государственная районная электростанция (ВОГРЭС), напротив насыпают дамбу и через русло реки перекидывают широкий Вогрэсовский мост который выходит на улицу 20-летия Октября.
- 1932 год — построена трамвайная ветка, в 1934 году, после достройки Вогресовского моста, трамвай пущен на левый берег[2][3]

- 1940 год — улица была заасфальтирована[2].

Улица является одной из ключевых улиц города, поэтому именно с неё в 2008 году было принято решение начать комплексное благоустройство города.
На д. 37 установлена мемориальная доска Н. Н. Кардашову, одному из организаторов Октябрьского вооруженного восстания в Воронеже, первому Председателю городского и губернского комитета РСДРП (б), жившему здесь в 1917—1919 годах.

## Здания

Мемориал Чижовский плацдарм

- № 59 — территория бывшего завода Электроприбор
- № 73 — Городской психоневродиспансер (бывший дом ветеринарных клиник)[2]
- № 82 — Чижовская больница[2]
- № 84 — ВГАСУ (памятник архитектуры XX века)[2]
- № 90 — пассаж «Солнечный рай»
- № 95 — Российский государственный университет правосудия (воронежский филиал)
- № 115 — управа Ленинского района Воронежа[2]
- № 119 — Дом Быта

## Транспорт
По улице 20-летия Октября организовано автобусное движение. До 2002 года по улице ходили трамваи маршрута № 9 и № 10. Также имеется троллейбусная линия, ранее использовалась троллейбусными маршрутами 14 и 15, в настоящее время используется для заезда на левый берег троллейбусов 11 маршрута.